# Monika Babula
Monika Babula (ur. 1975) – polska aktorka lalkowa, teatralna, filmowa i telewizyjna.
Absolwentka białostockiego Wydziału Sztuki Lalkarskiej Akademii Teatralnej im. Aleksandra Zelwerowicza w Warszawie (1998). Aktorka kabaretu i teatru polityczno-literackiego Pożar w Burdelu, gdzie gra Paulę z Wilanowa. W latach 1998–2016 była aktorką Teatru Lalka w Warszawie. Grała również na scenach: Teatru Syrena, Nowego Teatru w Warszawie i Teatru im. Stefana Żeromskiego w Kielcach. Występowała w filmach fabularnych (m.in. Córki dancingu) i serialach (m.in. Na dobre i na złe). W latach 2017–2018 występowała w polskiej wersji programu Saturday Night Live - SNL Polska.

## Nagrody i wyróżnienia
- 2003: Nagroda dla najlepszego aktora festiwalu za rolę w przedstawieniu Król Olch na I Ogólnopolskim Festiwalu Sztuk Współczesnych dla Dzieci i Młodzieży „Konteksty” w Poznaniu
- 2005: Nagroda za rolę w przedstawieniu Sklep z zabawkami na XII MIędzynarodowych Toruńskich Spotkaniach Teatrów Lalek
- 2005: Nagroda ZASP im. Jana Wilkowskiego za animację i interpretację postaci w przedstawieniu Sklep z zabawkami na XII Międzynarodowych Toruńskich Spotkaniach Teatrów Lalek
- 2007: Wyróżnienie za rolę w przedstawieniu Ostatni tatuś na XIV Międzynarodowych Toruńskich Spotkaniach Teatrów Lalek
- 2010: Nagroda aktorska za najlepszą rolę kobiecą - rola w przedstawieniu Janosik. Naprawdę prawdziwa historia na XVII Międzynarodowym Festiwalu Teatrów Lalek Spotkania w Toruniu

## Filmografia
- 2009: At Oglog - Pielęgniarka
- 2015: Córki dancingu - Koleżanka Wokalistki
- 2017-2018: SNL Polska - m.in. Beata Szydło, Monika Olejnik
- 2018: Zabawa zabawa - Niska kobieta